# Varazes Narses Dastacarano (século VI)
Varazes Narses (em armênio: Վարազ Ներսես; romaniz.: Varaz Nerses) foi um nobre armênio (nacarar) do século VI da família Dastacarano, ativo no segundo reinado do xainxá Cosroes I (r. 499–531).

## Nome
Varazes é a forma latina do armênio Varaz (Վարազ), que derivou do persa médio e parta Varaz (Warāz), que por sua vez derivou do avéstico Varaza (Warāza, "javali selvagem"). Foi registrado em grego como Barazes (Βαράζης, Barázēs) e Uarazes (Ουαράζης, Ouarázēs). Por sua vez Narses é a forma helenizada e latinizada do nome. Em armênio, ocorre como Nerses. A atestação mais antiga do nome ocorre nos Feitos do Divino Sapor, uma inscrição trilíngue do reinado do xainxá sassânida Sapor I (r. 240–270). Em parta é registrado como Narsēs e em pálavi como Narsē. O nome deriva do avéstico Nairyō saŋha-, que literalmente significa "o de muitos discursos", ou seja, o mensageiro divino.

## Vida
Varazes Narses era membro da família Dastacarano e pode ter sido chefe de seu clã à época. Compareceu ao Primeiro Concílio de Dúbio conveniado pelo católico Apovipcenes de Otmus em 505/6.